# Teodora Komnena (kći Aleksija I.)
Teodora Komnena (grčki Θεοδώρα Κομνηνὴ) bila je bizantska princeza, četvrta kći bizantskog cara Aleksija I. Komnena i carice Irene Duke te sestra povjesničarke Ane Komnene, Eudokije Komnene i cara Ivana II. Komnena. Rođena je 15. siječnja 1096. godine te je nadnevak njezine smrti nepoznat. Postala je pretkinja dinastije Angel te su carevi Aleksije III. i Izak II. bili njezini unuci.
Supruzi princeze Teodore bili su Konstantin Kourtikes i Konstantin Angel. Teodora i njezin prvi muž nisu imali djece. Djeca Teodore i Angela:
- Ivan Duka (sebastokrator)
- Marija
- Aleksije
- Andronik Duka Angel
- Eudokija
- Zoe Angelina — supruga Andronika Synadenosa
- Izak — imao je barem četvero djece